# 日置前遺跡
日置前遺跡（ひおきまえいせき）は滋賀県高島市今津町日置前にある複合遺跡である。
ここでは日置前遺跡と付近の遺跡について記載する。

## 概要

### 縄文時代
現在のところ旧今津町内で発見されている最も古い遺物は縄文時代草創期の遺物で、日置前遺跡で石槍が出土している。
また最も古い土器では縄文時代早期中頃の押型文を施した深鉢形土器が、弘川武末遺跡で出土している。
前期の遺構や遺物は現在のところ確認されていないが、 中期になると弘川B遺跡・大供遺跡・弘川佃遺跡などで中期後葉の遺構や遺物が確認されている。
後期前半になると弘川田遺跡で多量の遺物が河川跡から見つかっており、かなりの規模の集落が近傍に存在したことが想定できる。
後期後半からは北仰西海道遺跡が、後期末からは弘部野遺跡群がそれぞれ現れ、晩期まで継続して営まれる。
両遺跡とも墓地遺構を中心としており、この地域で縄文時代晩期の遺構がはっきりと確認できるのは両例のみである。
この遺構は日置前遺跡や心妙寺遺跡で見られる。

### 弥生時代から古墳時代
弥生時代には、縄文時代晩期から引き続いて北仰西海道遺跡で集落が営まれる。
この遺跡では弥生時代前期から中期にかけての竪穴建物跡や方形周溝墓群などの遺構が見られ、特に中期中葉の玉造関連遺構と遺物は注目される。
また弘川B遺跡や高田館遺跡では中期後半から後期にかけての竪穴建物跡や方形周溝墓などが見られ、竪穴建物跡の中には石器製作に関わったものも確認されている。
古墳時代に入ると全般を通じて石田川下流の沖積平野に集落が集中する。
右岸では饗場野台地の山麓沿いの平地に弘川友定遺跡・杉沢遺跡など、左岸では妙見山丘陵の東側に広がる平地に北仰西海道遺跡・心妙寺遺跡などが営まれる。
前者は饗場野台地上や裾部に築かれた甲塚古墳群、後者は妙見山丘陵とその周辺に築かれた妙見山古墳群・王塚古墳群に、その墓域が比定されている。
これらの古墳群では、6世紀後半の横穴式石室の導入時期になっても木棺や粘土槨を主体部に持つ古墳が多数を占め、横穴式石室を主体部に持つ古墳が少数である。
高島市内の他地域では横穴式石室が導入されることが多いことと比べると、異彩を放っている。
横穴式石室を主体部に持つ古墳群が旧今津町内に全くないのかと言えばそうではない。
旧今津町内で、箱館山の山麓一帯にのみ、酒波東古墳群・日置神社古墳群・ 酒波西古墳群・伊井古墳群といった横穴式石室を主体部に持つ古墳群が展開する。
また、高島市域では旧今津町域や旧マキノ町域に製鉄遺跡が多く分布しており、古代に鉄生産が盛んに行なわれていたことがわかっている。
妙見山古墳群C支群38号墳からは、4世紀末頃の遺物とともに鉄滓が出土している。
この遺物は、この地域の鉄生産の操業開始年代を考えるうえで重要な資料である。
これらの遺跡との関わりで考慮すべきは、石田川流域に本拠を置いたとされている古代豪族の角山君である。
この豪族は在地で広大な山林の維持管理についたとされ、このことから多量の薪炭を必要とする鉄生産と結びつけて考えられている。

### 飛鳥時代から平安時代
日置前遺跡は、高島市における飛鳥時代の代表的な遺跡であり、そばには壁画の破片が出土している日置前廃寺がある。
日置前遺跡は、飛鳥時代の7世紀末から平安時代の9世紀末にかけての遺跡で、出土遺物や遺構の内容から、官衙あるいは豪族の居館的な色彩の跡として知られている。
また日置前廃寺も7世紀の創建当初は氏寺的性格であったものが、8世紀に至って官衙的施設に付属する寺院となったと考えられている。
これらのことから日置前遺跡は先に述べた角山君との関連が推測されているとともに、鴨遺跡（旧高島町）と並んで高島郡衙の推定地の一つとされている。

### 中世以降
官衙的様相の遺跡は平安時代半ば以際の律令政治の衰退とともに消滅するが、一般の集落跡と考えられる遺跡は平安時代以降も継続して営まれる。
弘川友定遺跡はその好例で、平安時代末から鎌倉時代にかけての住宅や倉庫と見られる建物跡が見つかっている。
建物跡は多数あるが、すべてが同時に存在したのではなく数棟の建物が何度も建て替えられて存続したとみられている。
このことから、現在の農村集落のような景観は、中世以降に水田の生産力を高める努力が続けられる過程に形成されたとされている。
中世以降の今津地域は、律令期に沈滞していた商業経済の活動が一気に拡大し、日本海につながる若狭街道と京への搬入ルートとして繁栄した。
また琵琶湖の接点に位置する今津は竹生島への参詣港としても繁盛し、近世を経て現代へと至るのである。